# Бразилія на зимових Олімпійських іграх 2022
Бразилія взяла участь у зимових Олімпійських іграх 2022, що тривали з 4 до 20 лютого в Пекіні (Китай).
Збірна Бразилії складалася з десяти спортсменів (шести чоловіків і чотирьох жінок), що змагалися в п'яти видах спорту.
Едісон Бінділатті і Жаклін Моран несли прапор своєї країни на церемонії відкриття. А нести прапор на церемонії закриття доручили лижникові Манесу Сілві.

## Спортсмени
Кількість спортсменів, що взяли участь в Іграх, за видами спорту.
| Вид спорту          | Чоловіки | Жінки | Загалом |
| ------------------- | -------- | ----- | ------- |
| Гірськолижний спорт | 1        | 0     | 1       |
| Бобслей             | 4        | 0     | 4       |
| Лижні перегони      | 1        | 2     | 3       |
| Фристайл            | 0        | 1     | 1       |
| Скелетон            | 0        | 1     | 1       |
| Загалом             | 6        | 4     | 10      |

## Гірськолижний спорт
Від Бразилії на Ігри кваліфікувався один гірськолижник, що відповідав базовому кваліфікаційному критерію.
Чоловіки
| Спортсмен    | Дисципліна                    | 1-й спуск | 1-й спуск | 2-й спуск   | 2-й спуск   | Сума        | Сума        |
| Спортсмен    | Дисципліна                    | Час       | Місце     | Час         | Місце       | Час         | Місце       |
| ------------ | ----------------------------- | --------- | --------- | ----------- | ----------- | ----------- | ----------- |
| Мішел Маседо | Гігантський слалом (чоловіки) | НС        | НС        | Не потрапив | Не потрапив | Не потрапив | Не потрапив |
| Мішел Маседо | Слалом (чоловіки)             | 59.88     | 37        | НФ          | НФ          | НФ          | НФ          |

## Бобслей
Від Бразилії на  Ігри кваліфікувалися два боби: чоловіча двійка і чоловіча четвірка. Це дозволило країні відрядити на Ігри чотирьох спортсменів.
Чоловіки
| Спортсмен                                                                          | Дисципліна          | 1-й заїзд | 1-й заїзд | 2-й заїзд | 2-й заїзд | 3-й заїзд | 3-й заїзд | 4-й заїзд | 4-й заїзд | Сума    | Сума  |
| Спортсмен                                                                          | Дисципліна          | Час       | Місце     | Час       | Місце     | Час       | Місце     | Час       | Місце     | Час     | Місце |
| ---------------------------------------------------------------------------------- | ------------------- | --------- | --------- | --------- | --------- | --------- | --------- | --------- | --------- | ------- | ----- |
| Едісон Бінділатті* Едсон Мартінс                                                   | Двійки (чоловіки)   | 1:01.11   | 29        | 1:01.36   | 29        | 1:01.34   | 29        | Н/Д       | Н/Д       | 3:03.81 | 29    |
| Едісон Бінділатті* Ерік Жилсон Віанна Жеронімо Едсон Мартінс Рафаел Соуза да Сілва | Четвірки (чоловіки) | 59.49     | 20        | 59.60     | 16        | 59.78     | 23        | 59.61     | 16        | 3:58.48 | 20    |

## Лижні перегони
Від Бразилії на Ігри кваліфікувалися один лижник і одна лижниця, що відповідали базовому кваліфікаційному критерію. Завдяки потраплянню до числа перших 33-х збірних в рейтингу країн FIS у сезоні 2020-2021 від Бразилії на Ігри кваліфікувалася ще одна лижниця.
Дистанційні перегони
| Спортсмен      | Дисципліна                        | Класичний стиль | Класичний стиль | Вільний стиль | Вільний стиль | Фінал     | Фінал       | Фінал |
| Спортсмен      | Дисципліна                        | Час             | Місце           | Час           | Місце         | Час       | Відставання | Місце |
| -------------- | --------------------------------- | --------------- | --------------- | ------------- | ------------- | --------- | ----------- | ----- |
| Манес Сілва    | 15 км класичним стилем (чоловіки) | Н/Д             | Н/Д             | Н/Д           | Н/Д           | 50:35.1   | +12:40.3    | 90    |
| Манес Сілва    | 30 км скіатлон (чоловіки)         | КОЛО            | КОЛО            | КОЛО          | КОЛО          | КОЛО      | КОЛО        | 67    |
| Манес Сілва    | 50 км вільним стилем (чоловіки)   | Н/Д             | Н/Д             | Н/Д           | Н/Д           | 1:33:11.8 | +21:39.1    | 58    |
| Жаклін Моран   | 10 км класичним стилем (жінки)    | Н/Д             | Н/Д             | Н/Д           | Н/Д           | 36:14.6   | +8:08.3     | 82    |
| Едуарда Рібера | 10 км класичним стилем (жінки)    | Н/Д             | Н/Д             | Н/Д           | Н/Д           | 38:58.7   | +10:52.4    | 90    |

Спринт
| Спортсмен                   | Дисципліна               | Кваліфікація | Кваліфікація | Чвертьфінал  | Чвертьфінал  | Півфінал     | Півфінал     | Фінал        | Фінал        |
| Спортсмен                   | Дисципліна               | Час          | Місце        | Час          | Місце        | Час          | Місце        | Час          | Місце        |
| --------------------------- | ------------------------ | ------------ | ------------ | ------------ | ------------ | ------------ | ------------ | ------------ | ------------ |
| Манес Сілва                 | Чоловіки                 | 3:08.64      | 71           | Не потрапив  | Не потрапив  | Не потрапив  | Не потрапив  | Не потрапив  | Не потрапив  |
| Жаклін Моран                | Жінки                    | 4:05.60      | 84           | Не потрапила | Не потрапила | Не потрапила | Не потрапила | Не потрапила | Не потрапила |
| Едуарда Рібера              | Жінки                    | 4:14.53      | 88           | Не потрапила | Не потрапила | Не потрапила | Не потрапила | Не потрапила | Не потрапила |
| Жаклін Моран Едуарда Рібера | Командний спринт (жінки) | Н/Д          | Н/Д          | Н/Д          | Н/Д          | КОЛО         | 12           | Не потрапили | =23          |

## Фристайл
Від Бразилії на Ігри кваліфікувалась одна фристайлістка, що виступала в могулі. І це був дебют країни в цій дисципліні на зимових Олімпійських іграх. Представницею країни стала народжена в США Сабріна Касс, що має бразильське громадянство.
Могул

Жінки
| Спортсменка  | Дисципліна | Кваліфікація | Кваліфікація | Кваліфікація | Кваліфікація | Кваліфікація | Кваліфікація | Кваліфікація | Кваліфікація | Фінал        | Фінал        | Фінал        | Фінал        | Фінал        | Фінал        | Фінал        | Фінал        | Фінал        | Фінал        | Фінал        | Фінал     |
| Спортсменка  | Дисципліна | 1-й спуск    | 1-й спуск    | 1-й спуск    | 1-й спуск    | 2-й спуск    | 2-й спуск    | 2-й спуск    | 2-й спуск    | 1-й спуск    | 1-й спуск    | 1-й спуск    | 1-й спуск    | 2-й спуск    | 2-й спуск    | 2-й спуск    | 2-й спуск    | 3-й спуск    | 3-й спуск    | 3-й спуск    | 3-й спуск |
| Спортсменка  | Дисципліна | Час          | Бали         | Загалом      | Місце        | Час          | Бали         | Загалом      | Місце        | Час          | Бали         | Загалом      | Місце        | Час          | Бали         | Загалом      | Місце        | Час          | Бали         | Загалом      | Місце     |
| ------------ | ---------- | ------------ | ------------ | ------------ | ------------ | ------------ | ------------ | ------------ | ------------ | ------------ | ------------ | ------------ | ------------ | ------------ | ------------ | ------------ | ------------ | ------------ | ------------ | ------------ | --------- |
| Сабріна Касс | Могул      | 32.13        | 50.41        | 62.20        | 21           | 31.25        | 49.34        | 62.12        | 16           | Не потрапила | Не потрапила | Не потрапила | Не потрапила | Не потрапила | Не потрапила | Не потрапила | Не потрапила | Не потрапила | Не потрапила | Не потрапила | 26        |

## Скелетон
Завдяки своєму місцю в рейтингу IBSF від Бразилії на Ігри кваліфікувалася скелетоністка Ніколь Сілвейра.
| Спортсменка     | Дисципліна | 1-й заїзд | 1-й заїзд | 2-й заїзд | 2-й заїзд | 3-й заїзд | 3-й заїзд | 4-й заїзд | 4-й заїзд | Сума    | Сума  |
| Спортсменка     | Дисципліна | Час       | Місце     | Час       | Місце     | Час       | Місце     | Час       | Місце     | Час     | Місце |
| --------------- | ---------- | --------- | --------- | --------- | --------- | --------- | --------- | --------- | --------- | ------- | ----- |
| Ніколь Сілвейра | Жінки      | 1:02.58   | 12        | 1:02.95   | 13        | 1:02.55   | 17        | 1:02.40   | 13        | 4:10.48 | 13    |